# El Siglo XXI
El Siglo XXI es una revista intelectual de Hong Kong, con un nivel alto de contribuciones en las humanidades y las ciencias sociales, que tuvo un papel importante en la vida intelectual china del principio a la mitad años 1990. Después de las protestas de la Plaza de Tian'anmen de 1989, el ámbito intelectual en China continental no tuvo vigor, debido a los efectos de condiciones políticas a las possibilidades de discusión y a un éxodo intelectual grande al Occidente. Al principio, El Siglo XXI fue la única revista que pensadores de la nueva diáspora pudieron obtener. Por lo tanto, se hizo un espacio para debates más importantes (por ejemplo, sobre conservadurismo y radicalismo en el pensamiento chino del siglo XX, o sobre la capacidad estatal de China), aunque fue difícil obtener números en el continente. Además de su importancia para el mantenimiento y el progreso del discurso intelectual chino durante este tiempo, El Siglo XXI también tiene importancia histórica como un documento de las primeras fases de la internacionalización de la vida intelectual china durante los años 1990. En el medio de la década, perdió su influencia frente a las revistas renovadas del continente.

## Fuente
- Zhang Yongle. "No Forbidden Zone in Reading? Dushu and the Chinese Intelligentsia." New Left Review 49 (enero/febrero de 2008), 5-26.

- Datos: Q7770824